# Anders Knutsson Ångström

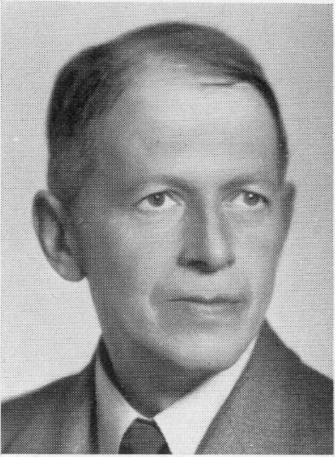
Anders Knutsson Ångström (aufgenommen 1958)

Anders Knutsson Ångström (* 28. Februar 1888 in Stockholm; † 27. Oktober 1981 ebenda) war ein schwedischer Physiker und Meteorologe.

## Leben und Wirken
Anders Knutsson Ångström wurde 1888 in der Pfarrei Adolf Fredriks församling in Stockholm geboren. Sein Vater war der Physiker Knut Ångström, der 1893 den Kompensationspyrheliometer erfand. Sein Großvater war Anders Jonas Ångström, der ebenfalls Physiker war und Schöpfer der nach ihm benannten Maßeinheit für Wellenlängen ist.
Er studierte an der Universität Uppsala, wo er 1916 promovierte. Später arbeitete er an der Universität Stockholm. Er war von 1949 bis 1954 Direktor des schwedischen Wetterdienstes. Er war Mitglied der Königlich Schwedischen Akademie der Wissenschaften und der Königlich Schwedischen Akademie der Militärwissenschaften. Er wurde 1962 von der Weltorganisation für Meteorologie mit dem International Meteorological Organization Prize geehrt.
Er heiratete Ebba Anna Margareta Ångström. 1924 wurde seine Tochter Brit Ångström geboren, die später Schauspielerin wurde.
Er arbeitete an der Aktivität der Sonne, Änderungen der Sonnenkonstante und dem Wärmehaushalt der Erde und der Erdatmosphäre. Ihm wird die Erfindung des Pyranometers zugeschrieben, des ersten Geräts zur genauen Messung direkter und indirekter Sonnenstrahlung.
Ångström starb 1981 im Alter von 93 Jahren in der Pfarrei Västerled in Stockholm. Er wurde am 28. April 1982 auf dem Norra begravningsplatsen in Solna beerdigt.